# Nivea-Fuchs-Clément

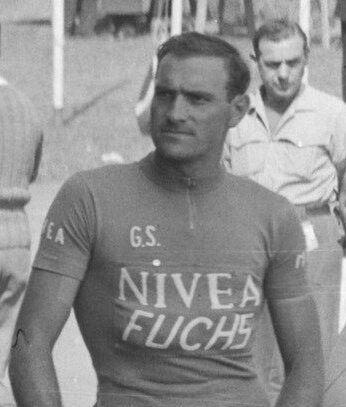
Donato Piazza bei der Niederlande-Rundfahrt 1956

Nivea-Fuchs-Clément oder Nivea-Fuchs  war ein italienisches Radsportteam, das von 1954 bis 1956 bestand. Das Team war das erste, welches einen Sponsor außerhalb des Radsport gewinnen konnte und somit den Weg für weitere Sponsoren ebnete. Wichtigster Sieg war der Gewinn des Giro d’Italia 1955.

## Geschichte
Das Team wurde 1954 unter der Leitung von Renato Pagani gegründet, weil der bisherige Arbeitgeber von Fiorenzo Magni nicht mehr das erforderliche Geld für Magni aufbringen konnte. Magni wendete sich daraufhin an den Hersteller einer Creme, welcher als Novum nicht aus dem Umfeld des Radsports kam und bat diesen um Einstieg in das Sponsoring des neuen Radteams. Im ersten Jahr konnte das Team neben den Siegen zweite Plätze bei Mailand–Turin, bei Bordeaux–Paris, bei der Gran Piemonte und beim Giro di Sicilia sowie Platz 7 bei der Coppa Bernocchi und Platz 10 beim Giro dell’Appennino erwirken. 1955 wurden zweite Plätze beim Giro di Campania und der Coppa Agostoni, Platz 3 bei den Millemetri del Corso und Platz 4 bei der Trofeo Baracchi erzielt. Obwohl 1955 der Sieg beim Giro d’Italia gelang, war 1956 vermutlich das erfolgreichste Jahr des Teams. Neben den Siegen konnte zweite Plätze bei der Niederlande-Rundfahrt, bei der Coppa Sabatini, bei Mailand–Sanremo und beim Giro d’Italia erreicht werden. Der zweite Platz beim Giro d’Italia 1956 durch Fiorenzo Magni ist deshalb erwähnenswert, weil Magni mehrere Tage mit gebrochenem Schlüsselbein weiterfuhr. Dritter Plätze kamen bei der Coppa Bernocchi, dem Gran Premio Industria e Commercio di Prato, der Lombardei-Rundfahrt, beim Giro del Veneto und beim Giro del Lazio hinzu. Nach Ende der Saison 1956 wurde das Team aufgelöst.
Hauptsponsor war ein deutscher Hersteller von Kosmetikprodukten und Co-Sponsoren ein schweizerischer Fahrradhersteller sowie 1956 ein französischer Fahrradreifenhersteller.

## Erfolge
1954
- Giro della Toscana
- Mailand–Modena
- eine Etappe Rom–Neapel–Rom
- zwei Etappen Giro di Sicilia
- Italienischer Meister – Straßenrennen

1955
- Gesamtwertung und eine Etappe Giro d’Italia
- Sassari–Cagliari
- Giro della Romagna
- eine Etappe Rom–Neapel–Rom
- Mailand–Modena

1956
- zwei Etappen Giro d’Italia
- eine Etappe Tour de Suisse
- Gran Piemonte
- Giro della Romagna
- Giro del Lazio
- Mailand–Vignola
- eine Etappe Rom–Neapel–Rom
- eine Etappe Niederlande-Rundfahrt

## Wichtige Platzierungen
| Grand Tour        | 1954 | 1955 | 1956 |
| ----------------- | ---- | ---- | ---- |
| Giro d’ItaliaGiro | 6    | 1    | 2    |

| Monument            | 1954 | 1955 | 1956 |
| ------------------- | ---- | ---- | ---- |
| Mailand–Sanremo     | 8    | 5    | 2    |
| Paris–Roubaix       | –    | 23   | –    |
| Lombardei-Rundfahrt | 2    | 11   | 3    |

## Bekannte ehemalige Fahrer
- Fiorenzo Magni (1954–1956)
- Pierino Baffi (1954–1956)
- Mario Baroni (1954–1956)